# Agaljus
Agaljus (acetylengasljus) är en ljusanordning uppfunnen av Gustaf Dalén i början av 1900-talet. Anordningen drivs med  acetylengas som förvaras under högt tryck i stålcylindrar (gasackumulatorer). Gasen passerar en automatisk tryckregulator och en klippljusapparat, varefter den i en brännare av samma typ som en karbidlampas brinner i öppna luften. Agaljus har konstruerats för att fungera långa tider utan tillsyn. Ljusstyrkan är begränsad och har därför främst använts i obemannade mindre fyrar, samt i lysbojar.